# Рамос, Руй
Руй Рамос (яп. ラモス 瑠偉 Рамосу Руи, 9 февраля 1957, Рио-де-Жанейро, Бразилия) — японский футболист и тренер. Победитель Кубка Азии 1992 года.

## Клубная карьера
Рамос стал одним из первых легионеров в японском футболе, когда в 1977 году в возрасте 20 лет подписал контракт с клубом «Ёмиури» (позже — «Верди Кавасаки», сейчас — «Токио Верди»). Клуб 5 раз выигрывал национальный чемпионат, 3 раза Кубок лиги и 3 раза Кубок Императора. Также команда выиграла Азиатский кубок чемпионов 1987/1988. В 1992 году Японская соккер-лига была расформирована и основана новая Джей-лига. И «Верди Кавасаки» стал первым чемпионом новой лиги в 1993, а также в 1994 годах. Клуб также становился обладателем Кубка Джей-лиги в 1992, 1993 и 1994 годах. Летом 1996 Рамос перешел в команду «Киото Пёрпл Санга». Но уже летом 1997 года вернулся обратно в «Верди Кавасаки», где играл до окончания игровой карьеры в 1998 году, когда ему исполнился 41 год. За свою карьеру Рамос дважды признавался футболистом года в Японии, восемь раз был включен в символическую сборную лиги, и являлся одним из центральных игроков во времена золотой эры «Ёмиури/Верди». 

## Карьера в сборной
В 1989 году он получил японское гражданство и стал одним из ключевых игроков национальной сборной Японии. В сентябре 1990 года, когда Рамосу было 33 года, он впервые был вызван в сборную Японии на Летние Азиатские игры 1990 года. 26 сентября он дебютировал против Бангладеш. После своего дебюта он стал регулярно выходить в составе национальной команды. Вместе со сборной Рамос выиграл Кубок Азии 1992 года, на котором провел четыре матча. Под руководством главного тренера Ханса Офта Япония вышла в финальную стадию квалификации АФК к чемпионату мира 1994 года. Руй Рамос был на поле, когда надежда Японии сыграть в финальном турнире была разбита иракскими футболистами в компенсированное время последнего решающего матча, который японские болельщики окрестили «агонией в Дохе». В 1995 году Рамос также играл на Кубке Короля Фахда. Всего за сборную он провел 32 игры и забил 1 гол, завершив выступление за национальную команду в 1995 году.

## Тренерская карьера
Рамос решил возобновить свою карьеру в 2002 году, чтобы стать играющим техническим советником клуба «Okinawa Kariyushi». Однако по окончании сезона у футболиста и руководства команды накопилось много взаимных претензий и Рамос был вынужден покинуть клуб. С группой игроков они приняли участие в формировании новой команды из Окинавы — «Рюкю», где Рамос также был техническим консультантом.
В марте 2005 года Рамос стал тренером сборной Японии по пляжному футболу и руководил ей на чемпионате мира 2005 года, где команда заняла четвертое место.
В январе 2006 года он был назначен тренером своей бывшей команды «Токио Верди», вылетевшей из высшего дивизиона Джей-лиги J1. После разочаровывающего сезона в J2, где команда заняла лишь 7 место, Рамос заявил, что если клуб не выиграет первую игру сезона 2007 года, он уйдет с поста главного тренера. Первая игра состоялась 4 марта против «Зеспакусацу Гумма», одной из самых слабых команд лиги, и «Токио Верди» выиграл этот матч 5-0. В итоге команде все-таки удалось финишировать второй, что позволило вернуться в J1. По окончании сезона Рамос стал исполнительным директором клуба.
В 2009 году Рамос снова вернулся к работе со сборной по пляжному футболу. Он руководил командой на чемпионатах мира 2009, 2011 и 2013 годов.
В 2014 году Рамос подписал контракт с клубом второго дивизиона J2 «Гифу». Однако результаты клуба в каждом сезоне были неудовлетворительными, и Рамос был уволен в июле 2016 года.

## Достижения

### Командные
«Ёмиури/Верди Кавасаки»
- Победитель Азиатского Кубка чемпионов: 1987
- Чемпион JSL D1: 1983, 1984, 1986/87, 1990/91, 1991/92
- Чемпион J1: 1993, 1994
- Обладатель Кубка лиги: 1979, 1985, 1991, 1992, 1993, 1994
- Обладатель Кубка Императора: 1984, 1986, 1987
- Суперкубок Японии: 1994, 1995
- Konica Cup: 1990
- XEROX Champions Cup: 1992

### Международные
Сборная Японии
- Кубка Азии: 1992

### Личные
- Футболист года в Японии: 1990, 1991
- Лучший бомбардир JSL D1: 1979, 1983
- Символическая сборная J1: 1993, 1994

## Статистика

### В клубе
| Выступления за клуб | Выступления за клуб | Выступления за клуб | Лига  | Лига | Кубок            | Кубок            | Кубок лиги      | Кубок лиги      | Итого | Итого |
| Сезон               | Клуб                | Лига                | Матчи | Голы | Матчи            | Голы             | Матчи           | Голы            | Матчи | Голы  |
| Япония              | Япония              | Япония              | Лига  | Лига | Кубок Императора | Кубок Императора | Кубок Джей-лиги | Кубок Джей-лиги | Итого | Итого |
| ------------------- | ------------------- | ------------------- | ----- | ---- | ---------------- | ---------------- | --------------- | --------------- | ----- | ----- |
| 1977                | Ёмиури              | JSL D2              | 4     | 5    | 2                | 1                | 0               | 0               | 6     | 6     |
| 1978                | Ёмиури              | JSL D1              | 0     | 0    | 0                | 0                | 0               | 0               | 0     | 0     |
| 1979                | Ёмиури              | JSL D1              | 15    | 14   | 0                | 0                | 4               | 4               | 19    | 18    |
| 1980                | Ёмиури              | JSL D1              | 15    | 7    | 2                | 1                | 2               | 1               | 19    | 9     |
| 1981                | Ёмиури              | JSL D1              | 9     | 1    | 0                | 0                | 1               | 0               | 10    | 1     |
| 1982                | Ёмиури              | JSL D1              | 13    | 1    | 3                | 1                | 1               | 0               | 17    | 2     |
| 1983                | Ёмиури              | JSL D1              | 14    | 10   | 3                | 1                | 0               | 0               | 17    | 11    |
| 1984                | Ёмиури              | JSL D1              | 16    | 9    | 0                | 0                | 2               | 2               | 18    | 11    |
| 1985/86             | Ёмиури              | JSL D1              | 18    | 7    | 2                | 1                | 4               | 0               | 24    | 8     |
| 1986/87             | Ёмиури              | JSL D1              | 15    | 4    | 5                | 1                | 0               | 0               | 20    | 5     |
| 1987/88             | Ёмиури              | JSL D1              | 17    | 4    | 5                | 1                | 0               | 0               | 22    | 5     |
| 1988/89             | Ёмиури              | JSL D1              | 17    | 3    | 3                | 1                | 3               | 2               | 23    | 6     |
| 1989/90             | Ёмиури              | JSL D1              | 22    | 5    | 3                | 0                | 3               | 3               | 28    | 8     |
| 1990/91             | Ёмиури              | JSL D1              | 21    | 2    | 2                | 0                | 2               | 0               | 25    | 2     |
| 1991/92             | Ёмиури              | JSL D1              | 18    | 2    | 5                | 0                | 5               | 0               | 28    | 2     |
| 1992                | Верди Кавасаки      | J1                  | -     | -    | 4                | 1                | 8               | 1               | 12    | 2     |
| 1993                | Верди Кавасаки      | J1                  | 30    | 4    | 1                | 0                | 1               | 0               | 32    | 4     |
| 1994                | Верди Кавасаки      | J1                  | 26    | 3    | 0                | 0                | 3               | 0               | 29    | 3     |
| 1995                | Верди Кавасаки      | J1                  | 23    | 2    | 0                | 0                | -               | -               | 23    | 2     |
| 1996                | Верди Кавасаки      | J1                  | 9     | 0    | 0                | 0                | 0               | 0               | 9     | 0     |
| 1996                | Киото Пёрпл Санга   | J1                  | 10    | 0    | 2                | 2                | 9               | 0               | 21    | 2     |
| 1997                | Киото Пёрпл Санга   | J1                  | 10    | 0    | 0                | 0                | 2               | 0               | 12    | 0     |
| 1997                | Верди Кавасаки      | J1                  | 10    | 0    | 2                | 0                | 0               | 0               | 12    | 0     |
| 1998                | Верди Кавасаки      | J1                  | 29    | 0    | 0                | 0                | 1               | 0               | 30    | 0     |
| Итого               | Итого               | Итого               | 361   | 83   | 44               | 11               | 51              | 13              | 456   | 107   |

### В сборной
| Сборная Японии | Сборная Японии | Сборная Японии |
| Год            | Матчи          | Голы           |
| -------------- | -------------- | -------------- |
| 1990           | 3              | 0              |
| 1991           | 2              | 0              |
| 1992           | 10             | 0              |
| 1993           | 14             | 1              |
| 1994           | 0              | 0              |
| 1995           | 3              | 0              |
| Итого          | 32             | 1              |

### Тренерская статистика
| Команда     | Страна | С     | До    | Статистика | Статистика | Статистика | Статистика | Статистика |
| Команда     | Страна | С     | До    | И          | В          | П          | Н          | Побед %    |
| ----------- | ------ | ----- | ----- | ---------- | ---------- | ---------- | ---------- | ---------- |
| Токио Верди | Япония | 2006  | 2007  | 96         | 47         | 19         | 30         | 48.96      |
| Гифу        | Япония | 2014  | 2016  | 108        | 32         | 20         | 56         | 29.63      |
| Всего       | Всего  | Всего | Всего | 204        | 79         | 39         | 86         | 38.73      |